# 1920-as norvég labdarúgókupa
A 1920-as norvég labdarúgókupa a Norvég labdarúgókupa 19. szezonja volt. A címvédő az Odd csapata volt. A kupában minden olyan csapat részt vehetett, amely tagja a Norvég labdarúgó-szövetségnek. A szezonban 42 csapat vett részt. A tornát az Ørn nyerte meg, a kupa történetében először.

## Első kör
| 1. csapat             | Eredmény | 2. csapat             |
| --------------------- | -------- | --------------------- |
| Brage                 | 2–1      | Freidig               |
| Brann                 | 5–1      | Vidar                 |
| Drammen               | 1–2      | Trygg                 |
| Fram                  | 7–0      | Nordstrand            |
| Fremad                | 4–1      | Kvik (Trondhjem)      |
| Hamar                 | 2–5      | Drafn                 |
| Kristiania BK         | 5–0      | FF IL Hamar           |
| Kvik (Fredrikshald)   | 7–0      | Skiold                |
| Lillestrøm            | 1–5      | Ørn                   |
| Lyn                   | 5–1      | Larvik Turn           |
| Lyn (Gjøvik)          | 5–6      | Frigg                 |
| Sandefjord            | 2–4      | Mercantile            |
| Sarpsborg             | 2–1      | Urædd                 |
| Skotfos               | 3–3      | Snøgg                 |
| Sportsklubben av 1910 | 2–3      | Kristiania-Kameratene |
| Start                 | 2–0      | Stavanger             |
| Storm                 | 6–0      | Ready                 |
| Sverre                | 3–2      | Rapp                  |
| Tønsberg Turn         | 2–1      | Odd                   |
| Viking                | 5–4      | Frem (Bergen)         |
| Aalesund              | —        | Braatt                |

- Az Aalesunds csapata mérkőzés nélkül továbbjutott

## Második kör
| 1. csapat     | Eredmény | 2. csapat             |
| ------------- | -------- | --------------------- |
| Brage         | 2–1      | Aalesund              |
| Drafn         | 7–1      | Kristiania BK         |
| Fram (Larvik) | 9–1      | Kristiania-Kameratene |
| Skotfos       | 2–0      | Snøgg                 |
| Storm         | 3–0      | Tønsberg Turn         |
| Trygg         | 3–1      | Sverre                |

- A többi csapat mérkőzés nélkül továbbjutott

## Harmadik kör
| 1. csapat            | Eredmény | 2. csapat           |
| -------------------- | -------- | ------------------- |
| 1920. szeptember 19. |          |                     |
| Lyn                  | 12–0     | Mercantile          |
| Brann                | 6–1      | Viking              |
| Brage                | 1–0      | Fremad              |
| Frigg                | 5–1      | Drafn               |
| Sarpsborg            | 4–2      | Fram (Larvik)       |
| Ørn                  | 4–0      | Kvik (Fredrikshald) |
| Start                | 1–3      | Storm               |
| Skotfoss             | 2–0      | Trygg               |

## Negyeddöntők
| 1. csapat        | Eredmény   | 2. csapat |
| ---------------- | ---------- | --------- |
| 1920. október 3. |            |           |
| Ørn              | 5–1 (h.u.) | Storm     |
| Sarpsborg        | 3–1        | Skotfoss  |
| Frigg            | 3–2 (h.u.) | Brann     |
| Brage            | 0–1        | Lyn       |

## Elődöntők
| 1. csapat         | Eredmény | 2. csapat |
| ----------------- | -------- | --------- |
| 1920. október 10. |          |           |
| Ørn               | 2–0      | Sarpsborg |
| Frigg             | 2–1      | Lyn       |

## Döntő
| 1920. október 17. |

| Ørn         | 1–0 | Frigg |
| ----------- | --- | ----- |
| Paulsen 68' |     |       |

| Vestre Holmen, Kristiania Nézőszám: 14 000 Játékvezető: Fredrik Schieldrop (Minde) |

| Az Ørn játékoskerete |  |                      |
|                      |  |                      |
| GK                   |  | Thorbjørn Falkenberg |
| DF                   |  | Kristian Johnsen     |
| DF                   |  | Leif Andersen        |
| MF                   |  | Reidar Høilund       |
| MF                   |  | Emil Hansen          |
| MF                   |  | Fritz Amundsen       |
| FW                   |  | Egil Jacobsen        |
| FW                   |  | Michael Paulsen      |
| FW                   |  | Harald Pedersen      |
| FW                   |  | Ingar Pedersen       |
| FW                   |  | Gudmund Fredriksen   |

| A Frigg játékoskerete |  |                       |
|                       |  |                       |
| GK                    |  | Gustav Magnussen      |
| DF                    |  | Arne Bjørklund        |
| DF                    |  | Yngvar Tørnros        |
| MF                    |  | Jens Olsen            |
| MF                    |  | Ellef Mohn            |
| MF                    |  | Fritz Semb Thorstvedt |
| FW                    |  | Per Bekkedahl         |
| FW                    |  | Hans Dahl             |
| FW                    |  | Bjarne Olsen          |
| FW                    |  | Rolf Thorstvedt       |
| FW                    |  | Trygve Smith          |